# Francis Russell (marquis de Tavistock)
Pour les articles homonymes, voir Francis Russell, Russell et Tavistock.
Francis Russell (27 septembre 1739 – 22 mars 1767), marquis de Tavistock, est un homme politique et aristocrate britannique.

## Biographie
Il est le fils aîné de John Russell (4e duc de Bedford). En tant qu'héritier apparent, il portait le titre de courtoisie de marquis de Tavistock.
De 1759 à 1761, il siégea à la Chambre des communes irlandaise comme Whig pour Armagh Borough, puis dans la Chambre des communes britannique pour Bedfordshire jusqu'en 1767. 
Lord Tavistock fait une chute de son cheval à la chasse et meurt de ses blessures le 22 mars 1767, à l'âge de 27 ans, et son fils aîné lui succède comme duc de Bedford quatre ans plus tard.

## Famille et descendance
Le 8 juin 1764, il épouse Lady Elizabeth Keppel, la plus jeune enfant de William Keppel, 2e comte d'Albemarle et d'Anne Lennox. Ils ont eu trois fils :
- Francis Russell (1765-1802), lord Howland (5e duc de Bedford) ;
- Lord John Russell (1766-1839) (6e duc de Bedford) ;
- Lord William Russell (1767-1840).